# Brachyglottis stewartiae
Brachyglottis stewartiae is een plantensoort uit de composietenfamilie (Asteraceae). Het is een grote struik of boom die een groeihoogte kan bereiken tot 6 meter of meer. De glanzende grijsgroene bladeren zijn 7-18 centimeter lang glanzend grijsgroen en hebben een witachtige onderkant. De bloemen zijn 2 centimeter breed met veel uitstralende smalle gele bloemblaadjes. De struikt bloeit tussen december en februari, waarna er in maart kleine nootachtige vruchtjes met zaadpluis inkomen.
De soort komt voor in het zuiden van Nieuw-Zeeland, waar hij groeit op Stewarteiland, de Snareseilanden, de Solandereilanden en de Muttonbird Islands in de Straat Foveaux. Hij groeit daar in kustbossen en beschutte gebieden met struikgewas langs de kust. De struik geeft de voorkeur aan beschutte oostelijke hellingen.